# Chilobrachys
Chilobrachys é um gênero de aranha pertencente à família Theraphosidae (tarântulas). É presente exclusivamente na Ásia.

## Descrição
Os membros desse gênero têm órgãos estridulantes especiais em suas quelíceras, que podem ser usados para a produção de som, uma característica diagnóstica do grupo. Os olhos anteriores formam uma linha quase reta. Suas pernas têm escápulas mais estreitas na ponta do metatarso.

## Espécies
- Chilobrachys andersoni
- Chilobrachys annandalei
- Chilobrachys assamensis
- Chilobrachys bicolor
- Chilobrachys brevipes
- Chilobrachys dyscolus
- Chilobrachys femoralis
- Chilobrachys fimbriatus
- Chilobrachys flavopilosus
- Chilobrachys fumosus
- Chilobrachys guangxiensis
- Chilobrachys hardwickei
- Chilobrachys himalayensis
- Chilobrachys huahini
- Chilobrachys hubei
- Chilobrachys khasiensis
- Chilobrachys liboensis
- Chilobrachys nitelinus
- Chilobrachys oculatus
- Chilobrachys paviei
- Chilobrachys pococki
- Chilobrachys sericeus
- Chilobrachys soricinus
- Chilobrachys stridulans
- Chilobrachys subarmatus
- Chilobrachys thorelli
- Chilobrachys tschankhoensis